# Альбаррасин, Густаво
Густаво Идальго Альбаррасин (исп. Gustavo Hidalgo Albarracín; родился 28 апреля 2006) — аргентинский футболист, полузащитник клуба «Тальерес».

## Клубная карьера
Уроженец Лас-Варильяса (провинция Кордова), Густаво начал играть в футбол в возрасте трёх лет за местные команды «Сантос» и «Америка-де-Вилья-Мария». С 2017 года выступал в футбольной академии клуба клуба «Тальерес». В июле 2023 года подписал с клубом свой первый профессиональный контракт.
2 июня 2024 года дебютировал в аргентинской Примере, выйдя на замену на 64-й минуте матча против клуба «Сентраль Кордова» и забив гол спустя 14 минут.

## Карьера в сборной
В 2022 году дебютировал в составе сборной Аргентины до 17 лет. Весной 2023 года сыграл на чемпионате Южной Америки среди игроков до 17 лет. В ноябре 2023 года сыграл на юношеском чемпионате мира в Индонезии.